# Danny V. Hansen
Danny V. Hansen (født 28. marts 1983) er dansk professionel fodboldspiller, hvis primære position på banen er i forsvaret. Han spillede senest for 2. divisionsklubben Brønshøj Boldklub.
Han debuterede for Fremad Amager den 23. marts 2002 i kampen mod FC Nordjylland inden han forlod klubben for så at vende tilbage i forbindelse med 2005/06 sæsonen (som amatørspiller), hvor han dog ikke opnåede at spille nogen førsteholdskampe (11 kampe på andetholdet i Københavnsserien). Den efterfølgende sæson valgte han derfor at skifte til Brønshøj Boldklub.

## Spillerkarriere
- xxxx-xxxx: Boldklubben Avarta
- 2001/2-2002: Boldklubben Fremad Amager, 2 kampe og 0 mål, 2. division
- 200x-200x: Kjøbenhavns Boldklub
- 200x-2005/6: Brønshøj Boldklub, 1 mål, 1. division
- 2005/6-2006: Boldklubben Fremad Amager, 0 kampe og 0 mål, 1. division
- 2006-2008: Brønshøj Boldklub, 2. division Øst [1]